# Кабалоєв Білар Емазайович
Білар Емазайович Кабалоєв (нар. 24 листопада 1917, село Старий Лескен Терської області, тепер село Анзорей Лескенського району Кабардино-Балкарії, Російська Федерація — 1 квітня 2009, місто Владикавказ, Російська Федерація) — радянський державний діяч, 1-й секретар Північно-Осетинського обкому КПРС, 1-й секретар Кабардинського обласного комітету ВЛКСМ. Член Центральної Ревізійної комісії КПРС у 1961—1966 роках. Кандидат у члени ЦК КПРС у 1966—1986 роках. Депутат Верховної Ради СРСР 6—10-го скликань.

## Життєпис
Народився в селянській родині. У 1925 році батьки переселилися в село Озрек, того ж року пішов в перший клас сільської школи. Закінчив Нальчицького педагогічне училище.
У 1939 році закінчив історичний факультет Московського педагогічного інституту імені Леніна.
У 1939—1942 роках — викладач, секретар комітету ВКП(б) Кабардино-Балкарського педагогічного інституту.
Член ВКП(б) з 1940 року.
У 1942 році — комісар батальйону на будівництві оборонних споруд біля міста Прохолодного; брав участь у формуванні 115-ї Кабардино-Балкарської кавалерійської дивізії, працював в політичному відділі цієї дивізії.
У 1942—1943 роках — лектор Кабардино-Балкарського обласного комітету ВКП(б), лектор Північно-Осетинського обласного комітету ВКП(б).
У 1943—1944 роках — заступник завідувача відділу пропаганди і агітації Кабардино-Балкарського обласного комітету ВКП(б).
У серпні 1944 — листопаді 1951 року — 1-й секретар Кабардинського обласного комітету ВЛКСМ.
У 1948 році закінчив заочне відділення Вищої партійної школи при ЦК ВКП(б).
У листопаді 1951 — 1952 року — секретар Кабардинського обласного комітету ВКП(б).
У 1952 — 5 серпня 1961 року — секретар Північно-Осетинського обласного комітету КПРС.
5 серпня 1961 — 15 січня 1982 року — 1-й секретар Північно-Осетинського обласного комітету КПРС.
У січні 1982 — 1987 року — генеральний консул СРСР у місті Ерденеті Монгольської Народної Республіки.
З 1987 року — персональний пенсіонер союзного значення в місті Орджонікідзе (Владикавказі).
Помер 1 квітня 2009 року в місті Владикавказі.

## Нагороди
- два ордени Леніна (24.11.1977,)
- орден Жовтневої Революції
- три ордени Трудового Червоного Прапора (28.10.1948,)
- орден «Знак Пошани»
- орден «Знак Пошани» Республіки Північна Осетія—Аланія (2002)
- орден Полярної Зірки (Монгольська Народна Республіка)
- медалі
- надзвичайний і повноважний посол СРСР І класу (.01.1982)